# Вересковий
Ве́ресковий (рос. Вересковый) — селище у складі Нев'янського міського округу Свердловської області.
Населення — 393 особи (2010, 382 у 2002).
Національний склад станом на 2002 рік: росіяни — 88 %.